# Navatalgordo
Navatalgordo – gmina w Hiszpanii, w prowincji Ávila, w Kastylii i León, o powierzchni 20,09 km². W 2011 roku gmina liczyła 255 mieszkańców.